# Monika Buschey
Monika Buschey (* 1954 in Bochum) ist eine deutsche Journalistin und Autorin.

## Leben
Buschey wuchs in Bochum auf und machte dort ihr Abitur. Sie besuchte die Musikhochschule Stuttgart. Später absolvierte
sie ein Volontariat bei der Westdeutschen Allgemeinen Zeitung in Essen und war danach als freie Journalistin und Autorin tätig. Sie schrieb und produzierte unter anderem für den Stern, die WAZ und den WDR-Hörfunk.

## Werke
Monographien
- Die Rosen deines Mundes – Paarbeziehungen. Artemis & Winkler, Düsseldorf/Zürich 1999, ISBN 3-538-07096-2.
- An jenem Tag im blauen Mond September. Artemis & Winkler, Düsseldorf/Zürich 2000, ISBN 3-538-07113-6.
- Geliebte, die Geschichte machten – Leidenschaft und Inspiration.  Kreuz, Stuttgart/Zürich 2001, ISBN 3-7831-2009-8.
- Wege zu Brecht – wie Katharina Thalbach, Benno Besson, Sabine Thalbach, Regine Lutz, Manfred Wekwerth, Käthe Reichel, Egon Monk und Barbara Brecht-Schall zum Berliner Ensemble fanden. Dittrich-Verlag, Berlin 2007, ISBN 978-3-937717-26-5.
- Ich bin nichts ohne dich – berühmte Paare. Artemis & Winkler, Düsseldorf 2009, ISBN 978-3-538-07288-6.
- Vereinzelt etwas Nieselregen – Geschichte eines beiläufigen Mordes. Henselowsky-Boschmann, Bottrop 2009, ISBN 978-3-922750-91-8.
- Türen schließen selbsttätig – Geschichte einer mörderischen Entgleisung. Henselowsky-Boschmann, Bottrop 2010, ISBN 978-3-942094-03-0.
- Schillers Weste. Projektverlag, Bochum/Freiburg 2013, ISBN 978-3-89733-271-3.
- Der breite Bruno. Projektverlag, Bochum/Freiburg 2014, ISBN 978-3-89733-335-2.

als Herausgeberin
- Von Menschen und Orten – Exkursionen in die Herzkammern des Ruhrgebiets. Henselowsky-Boschmann, Bottrop 2010, ISBN 978-3-942094-10-8.

Hörspiele
- 2014: Der silberne Klang. Regie: Thomas Leutzbach (Kinderhörspiel (2 Teile) – WDR)

## Auszeichnungen
- 1997: Literaturpreis Ruhrgebiet (Förderpreis) für ein Porträt von Maria Callas
- 1999, 2007, 2010, 2014: Arbeitsstipendien des Kulturministeriums NRW
- 2008: Prix Ex Aequo für das WDR-Hörspiel Tobias und die Traumtierfachfrau mit Rufus Beck und Irm Hermann.
- 2014: Kinderhörspielpreis der Stadt Karlsruhe im Rahmen der ARD-Hörspieltage (für Der silberne Klang).